# 藍白合作
藍白合作，又称國眾合作，通稱藍白合，為中國國民黨及台灣民眾黨兩個臺灣政黨在選舉、立法院等政治領域的合作。在2024年中華民國總統選舉前後成為政治焦點，並對後續政局產生深遠影響。合作的核心目標多為整合在野陣營資源、集中票源，以對抗執政的民主進步黨。

## 背景
自1990年代臺灣實行全面民主選舉以來，政壇主要由代表本土派與進步價值的民主進步黨（綠營）與強調中華民國傳統、兩岸穩定的中國國民黨（藍營）輪流執政。然而，進入2010年代後，民眾對兩大黨的長期政治鬥爭、施政績效與派系鬥爭感到不滿，催生出「第三勢力」的政治需求。
台灣民眾黨於2019年由時任臺北市長柯文哲創立，標榜「超越藍綠」、理性務實與中道改革，在2020年立委選舉中取得5席不分區席次，成為立法院的第三大黨。該黨吸引了部分年輕與中間選民，其政治路線雖與國民黨不同，但在特定政策議題上，如財政紀律、打擊貪腐、反對民進黨一黨獨大等方面，具有合作的潛在基礎。
另一方面，隨著民主進步黨自2016年起連續執政，國民黨在歷經2016、2020連續敗選後，內部開始檢討與改革，並尋求與其他在野勢力整合，以提升選戰競爭力。
民間輿論亦出現「政黨輪替」與「在野整合」的呼聲，特別是在2022年九合一選舉後，藍白兩黨皆在地方政治取得佳績，合作的可行性與必要性更加浮現。藍白雙方因而在2023年至2024年間針對2024年總統大選與立委提名展開多輪協商，引發社會廣泛關注，成為臺灣政壇的重要發展趨勢之一。

## 2024年選舉前

### 2020年
在當年立法委員選舉中，民眾黨全國後援會總會長謝俊州，穿著民眾黨的背心在國民黨立委候選人陳明義的活動中站台支持。謝俊州聲稱這一舉動得到了民眾黨主席柯文哲的同意。對此，陳明義的競選團隊表示，只要理念相同，他們歡迎所有志同道合的支持者。對於這一事件，柯文哲在回應媒體詢問時表示，民眾黨是一個柔性的政黨，允許個人因私人關係參與他黨的活動，但穿著黨徽服裝參加則不妥。至於是否讓蔡壁如、黃瀞瑩等民眾黨籍政治人物支持陳明義，柯文哲表示需要經過黨內討論。
此外，對於總統大選，柯文哲表示民眾黨將保持中立。不過，他警告說，如果民進黨在選舉的關鍵時刻對民眾黨施壓，試圖壓縮其席位，他會在最後一刻宣布支持國民黨總統候選人韓國瑜。台灣基進黨則質疑柯文哲過去的行為，指出他似乎早已支持韓國瑜，並批評他將台灣人民的未來當作政治籌碼。
2020年立委選舉後，民眾黨由不分區立委當選人蔡壁如計劃尋求在野黨組成「在野大聯盟」。國民黨立法院黨團總召曾銘宗表示，民眾黨主席柯文哲的說法與國民黨想法相近，兩黨團應有合作空間，或許可在民生法案上先試試水溫，如果雙方嘗試效果不錯，有了合作默契後，也可在當時的基礎上考慮組聯盟，共同推動民生與經濟建設相關法案，民眾黨黨主席柯文哲稱：「藍白拖合作是打蟑螂用的，沒有蟑螂就不需要藍白拖」，又表示民眾黨可以跟在不同的議題會跟不同的人或政黨合作，民眾黨的態度是只要是合理的都會合作。
經歷2020年高雄市市長韓國瑜罷免案後，柯文哲批評蔡英文政府為一黨專政，台北市議員林穎孟於台北市議會總質詢時引用毛澤東所說的「剝奪反對派的發言就是一黨專政」，質問柯文哲市長有無被剝奪發言。柯文哲回應指霸凌不一定是要拖到牢裡才叫霸凌，對此質詢不以為然。

#### 高雄市市長補選
在2020年的高雄市市長補選中，外界對於國民黨和民眾黨是否可能共同推出候選人表現出了高度的關注。
民眾黨內部有聲音希望仿照柯文哲2014年參選臺北市長的模式，與其他在野黨共推無黨籍在地人選，但也有意見認為時間過於倉促。 國民黨主席江啟臣表示，黨內關注的重點是高雄的發展，並考慮到補選時間短，尋找彈性空間進行準備。柯文哲隨後指派多位黨員與國民黨進行談判，而國民黨秘書長李乾龍則表示歡迎民眾黨的支持。然而，國民黨內部對於是否與民眾黨合作存在分歧，台北市議員徐巧芯明確反對共推候選人的想法，認為這可能導致未來的政治撕裂，而其他議員如羅智強則支持藍白合作，認為國民黨應該展現出合作的姿態。新北市市長侯友宜則強調每個政黨應對自己有信心，不應放棄機會。
6月6日，罷免開票結果出爐當晚，時任高雄市議會議長許崑源跳樓自盡。台灣民眾黨在其後的議長補選中決議支持獲得中國國民黨提名議長補選的曾麗燕。曾麗燕在國民黨、無黨團結聯盟及民眾黨支持下，以35票擊敗獲27票的民進黨張勝富及獲2票的時代力量林凱。
9月20日，國民黨台北市議員秦慧珠向台北市長柯文哲提起「柯蔣會」，柯則表示可以與國民黨立委蔣萬安會面。9月23日，秦慧珠稱已跟蔣萬安聯繫，待大局緩和後，將安排蔣萬安拜訪柯文哲。民眾黨發言人楊寶楨則指若國民黨真的派出蔣萬安，雙方有見面、也聊得不錯，是否有些理念能彼此合作、支持，後續可以持續觀察。
9月23日，立法院舉行各委員會召集委員選舉，國民黨黨團在民眾黨團的策略協助及支持下，維持上會期的7席，其中在衛環委員會與經濟委員會，國民黨黨團分別以抽籤與民眾黨立委邱臣遠自投禮讓下，由立委蔣萬安與楊瓊瓔各拿下1席召委。民進黨立法院黨團總召柯建銘表示這為展現藍白合作戰略，將造成政治版圖的區隔化，勢必牽動2022年地方選舉及2024年總統大選。但他評估藍白之間未必在什麼議題上都能夠合作，在兩岸議題上也可能出現歧見，未來動向值得觀察。台灣基進立法委員陳柏惟則指民眾黨投票支持國民黨的決定是台灣民眾的悲哀，直言投自己都還能夠理解，他無法理解為什麼有人會想將選票投給「中國黨」。
10月2日，民眾黨表示有意在2022地方選舉中透過爭取國民黨禮讓提名，以對抗民進黨及換取更多縣市長、市議員席次，民眾黨秘書長謝立功亦表示不排除未來在選舉上有合作的可能性。對此，國民黨黨務人士則表示目前兩黨合作上僅停留在立法院黨團，未上及黨中央，並指國民黨於2022縣市長、市議員選舉仍會以提名黨員為主要立場，但如在艱困選區苦無人選，會有可能和民眾黨等理念接近政黨支持合作。
10月4日，國民黨立法院黨團總召集人林為洲表示繼立法院常設委員會召委選舉進行藍白合作後，國民黨亦會在修憲委員會上與民眾黨立法院黨團合作。

### 2021年
2月22日，國民黨立法院黨團總召費鴻泰證實，他曾主動邀請民眾黨委員來辦公室泡茶聊天，議題聚焦修憲議題，也討論如何在3月初的委員會召委選舉中進行藍白合作。2月24日，在國民黨主席江啟臣的邀請下，民眾黨主席柯文哲出席國民黨舉辦「願景台灣2030」第二場論壇。翌日費鴻泰表示，會與民眾黨立法院黨團在立法院召委選舉討論是否合作。國民黨立委林為洲則表示，國民黨團上會期與民眾黨合作得不錯。

### 2022年九合一選舉
2022年九合一選舉中，時任民眾黨主席柯文哲認為，若民眾黨提名基隆市長候選人，就會令國民黨謝國樑落選。其後向代表該黨經營基隆的時任立法委員邱臣遠確認不登記參選基隆市長。

## 2024年選舉期間

### 總統選舉
在2024年中華民國總統選舉中，民進黨的總統參選人賴清德在民調中領先，而台灣民眾黨的柯文哲與中國國民黨的侯友宜是否會進行合作，成為了外界的焦點。

#### 中國國民黨
國民黨自徵召時任新北市長侯友宜以來，因「新北幼兒園餵藥案」以及企業家郭台銘不服國民黨徵召結果，侯友宜的聲勢持續下降，民調一度崩潰，從第一落至第三。 甚至有黨內立委候選人不以本黨候選人為第一聯合競選（看板）對象為考量。

#### 台灣民眾黨
前台北市長、時任台灣民眾黨主席的柯文哲，最初宣布參選時民調落後。但由於侯友宜民調下滑，部分泛藍民眾與國民黨立委候選人對國民黨失去信心，流向柯文哲，再加上柯文哲原本的支持者、年輕支持者，使得柯文哲民調上沖，多數民調位居第二，少數民調已攀升至第一名。但到了2023年8月，比較政治學者小笠原欣幸發現，柯文哲的女性支持者大幅下降。據過去調查，柯文哲的支持者比例以男性較高，但在這段期間的民調中，支持他的男性為36%、女性為21%，差距達15個百分點。此次民調結果與7月份相比，男性對柯文哲的支持率持平（37→36%），而女性對柯文哲的支持率從28%降至21%。他認為，缺乏女性支持者或許是柯文哲支持率下降主因。

#### 藍白合作的探討與過程
2023年5月，柯文哲宣布參選總統，他表示與國民黨在政策與理念上存在分歧，合作難度大。
柯文哲在10月初結束訪美行程抵台後，提出藍白合以民調決定的具體主張。他認為應挑5家做民調，贏的當正、輸的就推薦副手，至於何時做民調，就看國民黨怎麼回應。對此，朱立倫受訪表示，藍白合已溝通協調很久，最重要的關鍵是建立共同理念，組成政治聯盟，而他跟柯文哲之間沒有問題，希望侯友宜與柯文哲能盡快見面。朱立倫並說，現在確認大家願意推動藍白合，因此，各種建議、方法都沒有排除，國民黨也從未排除任何方法。
10月14日召開的「藍白在野力量整合會議」中，國民黨和民眾黨就在野最強候選人的產生方式進行討論。會後雙方公布的會議紀錄顯示，對於候選人選出方式有不同的主張。民眾黨提出應該由5家民調公司進行市話與手機民調各半的對比式民調，並以平均數決定結果。而國民黨則主張採用類似於美國、法國和南韓等民主國家的開放式「民主初選」，這種方式允許民眾參與投票，以此展現直接民意。具體實施方式為在全國22縣市或73個區域立委選區設立初選投票站，所有參與投票的民眾，無論黨派，需簽署一份政治理念認同卡，並在身份驗證後以實名制投票。對此，民眾黨主席柯文哲則指出開放式民主初選存在造冊動員和灌票的問題，認為這對國民黨較為有利。
在10月和11月，雙方就辯論、民調及初選辦法進行了多輪協商。雖然在包括立委選舉的某些議題上達成了共識，但在總統候選人的選出方式上仍存在分歧。朱立倫提出「日本式」和「德國式」的初選方案，而民眾黨堅持使用全民調。
11月15日，在前總統馬英九見證下，國民黨的朱立倫、侯友宜與民眾黨的柯文哲在馬英九文教基金會舉行了一場政黨協商會議。會後雙方達成了共識：馬英九、國民黨和民眾黨將各推薦一位民調統計專家，檢視11月7日至11月17日社會各界公布的民調結果，以及雙方各自提供的一份內部民調結果。雙方同意，如果結果超出統計誤差範圍，則勝出的一方將得到一分；如果在誤差範圍內，則侯柯配將得到一分。結果將於11月18日上午由馬英九基金會公布。
雙方還發表聲明，指出在藍白合作後，兩黨將共同組成競選委員會，全力支持總統副總統候選人及各黨推薦的立法委員候選人。不分區政黨票將由各黨各自努力。在馬英九的見證下，國民黨和民眾黨承諾將共同為台灣第三波民主改革建立典範，並同意除國防、外交和兩岸關係由總統決定外，其餘部會將按照各黨派立委席次分配。民眾黨將主責監督制衡，而國民黨則負責建設發展。
雖然侯友宜、柯文哲、朱立倫和前總統馬英九進行了政黨協商，決定透過民調專家檢視民調數據來決定正副手人選。但是，在解釋民調數據和計算規則上，雙方存在著爭議，最終未能達成共識。

#### 君悅會談藍白合作破局
2023年11月23日，總統候選人台灣民眾黨主席柯文哲、侯友宜、郭台銘三人，以及中國國民黨主席朱立倫、前總統馬英九於台北君悅酒店舉行了在野整合的最後協商會議，全程透過直播公開。此次會議充滿了衝突與爭議。
會議中，郭台銘強調其原本僅邀請柯文哲和侯友宜參加，並未邀請馬英九或朱立倫。他表示朱立倫的出席導致討論混亂，並表示若討論變成黨主席間的協商，他願意退出。郭台銘也提出應該專注於如何向前邁進，而非持續在民調誤差範圍上爭論。然而，侯友宜和朱立倫持續強調先前關於民調误差范围的計算方式，而柯文哲則批評這種行為，認為這不符合總統候選人應有的行為。柯文哲還提到，為了在野整合，應該選出最強的候選人組合，而他認為國民黨在這一過程中只想擴張自己的利益。
此外，侯友宜在會中揭露了他與柯文哲之間的私人簡訊內容（有關當時總統擬參選人郭台銘之內容），導致各方進一步的衝突與爭執。馬英九則對此保持沉默，表示僅作為見證人出席。
最終，這場野黨協商會議以各方不歡而散告終，未能達成任何共識。
2023年11月24日，侯友宜宣布其副手人選為前立法委員趙少康，侯友宜也透露，在登記前一刻仍嘗試與柯聯繫，但未獲回應非常可惜；而柯文哲則與立法委員吳欣盈登記參選，並在登記當日向大眾致歉，表示前一夜的會談是「一場鬧劇」。同時，無黨籍參選人郭台銘宣布退選。藍白關於在野（非綠）總統候選人的合作最終未能實現，使得選戰進入新的階段。
藍白破局後在地方引發連鎖反應。彰化縣議員陳重嘉、陳銌銌，以及曾代表民眾黨議員候選人徐佑昇先後退出台灣民眾黨。

### 立法委員選舉
2023年6月，民眾黨徵召蔡壁如參選立委臺中市第一選區對上民進黨籍的蔡其昌，並表態支持臺中市第六選區國民黨參選人羅廷瑋。此外，同年10月，時任台中市長盧秀燕出席替蔡壁如站台並共掛看板，媒體稱該區為藍白合作「第一示範區」。11月25日，總統選戰藍白合破局，盧秀燕表示還是會協助蔡壁如，不受會談結果影響。
2023年8月，民眾黨徵召李有宜參選立委新北市第二選區（五股、蘆洲、三重16里），國民黨在此選區則沒有提名候選人，有意禮讓民眾黨，讓李有宜對上民進黨連任5屆的現任立委林淑芬，成為藍白合作「第二示範區」。國民黨籍的洪孟楷、游淑慧陪同李有宜一同掃街拜票。李明璇和李有宜也分別到對方的競選總部成立大會互相站台，並且一同參加林金結主持的廣播節目。韓國瑜也在2024年1月4日到達蘆洲陪同李有宜一起車掃，並且透過製作影片支持李有宜。
雖然蔡壁如和李有宜都獲得國民黨禮讓和支持，但由於這兩個選區都是民進黨長期經營的「深綠」選區，最終蔡李兩人均高票落選。不過，2023年7月，民眾黨有意參選立委基隆市選區的謝立功在表態後遭民眾黨主席柯文哲勸退，並禮讓國民黨林沛祥，最終林沛祥在選舉中勝出，可算是藍白合作成功戰略的案例之一。

## 第11屆立法院

### 立法院長選舉
選後立法院113席中，國民黨奪得52席、民進黨得到51席，民眾黨則有8席，另兩席為無黨籍。在三黨不過半的局勢下，民眾黨成為立法院裡的關鍵力量。
由於立法院長選制因素，民眾黨8席立委將左右選舉結果。故民眾黨黨主席柯文哲邀請兩黨正副院長候選人到民眾黨黨團閉門會談。而民眾黨立法委員黃國昌也提出四項國會改革、單一召委制等議題要求兩黨正副院長候選人表態。1月29日時，國民黨韓國瑜、江啟臣以及民進黨游錫堃、蔡其昌先後至民眾黨黨團舉行閉門會議爭取支持。柯文哲稱民眾黨會在31日時公布對此次選舉的態度跟立場。
31日，民眾黨決定提名不分區立委當選人黃珊珊為立法院長候選人。國民黨立法院黨團總召傅崐萁說，若給在野黨做院長，那在立法院委員會召委選舉時可藍白合。
第十一屆立法院在2月1日開議，立法院長投票中，第一輪韓國瑜得到54票、游錫堃51票、黃珊珊7票，民眾黨陳昭姿因不慎汙損選票而被認定為無效票。第二輪投票民眾黨棄權，故韓國瑜以54票勝過游錫堃51票當選。副院長選舉，第一輪江啟臣得到54票、蔡其昌51票、民眾黨張啓楷8票。第二輪投票民眾黨亦棄權，故江啟臣以54票勝過蔡其昌當選。
當晚，民眾黨稱民進黨曾有中間人聯繫柯文哲以促成「珊昌配」（指院長黃珊珊、副院長蔡其昌之組合），民進黨發言人吳崢則稱柯文哲在1月31日時曾致電某綠營人士，表達希望民進黨支持黃珊珊，則副院長可以支持民進黨提名者。吳崢表示，民進黨立法院黨團的立場是院長若為游錫堃，則副院長可支持民眾黨之人選。雙方各執一詞，變得有如羅生門。

### 立法院在野聯盟
第十一屆立法院中，藍綠白三黨不過半，而其中的兩個在野黨中國國民黨（藍營）與台灣民眾黨（白營）合計超過過半席次，得以主導立法院的議事運作與法案審查。兩黨自2024年2月起展開立法院層級的密切協作，被視為藍白合作從選舉策略走向立法實質合作的里程碑。

#### 委員會運作與召委協商
在2024年2月立法院開議後，藍白兩黨協調分配各常設委員會召委席次，成功阻擋民進黨取得關鍵委員會主導權。國民黨與民眾黨在內政、外交、司法、財政等委員會中互相支持對方人選，強化議事掌控力，也穩定立法院內部合作架構。

#### 國會改革法案
2024年5月，國民黨與民眾黨聯手推動《立法院職權行使法》與《刑法》部分條文修正案，強化立法院的調查權與藐視國會罪等機制。法案雖遭民進黨立法院黨團提出覆議，但最終在6月藍白多數否決覆議案，使修法正式生效。此舉引發社會巨大爭議與青鳥行動抗議，並於後續遭民進黨立法院黨團提出釋憲，部分條文被判違憲。

#### 三大法案
2024年12月，藍白兩黨進行《憲訴法》、《選罷法》和《財劃法》修法為代表的部分議題合作。民主進步黨發動冬季青鳥行動等抗議活動，試圖阻止法案通過，但因立法院內人數劣勢而不果。

#### 預算審查與行政監督
2024年底至2025年初的年度總預算審查中，由於行政院提出的總預算為歷年最高，因此藍白聯手大幅刪減與凍結政府支出，削減金額超過2,000億元，創歷年之最。兩黨並以質詢、調查等方式強化對行政部門的監督，顯示立法院制衡力量向藍白集中。

## 司法案件與大罷免潮

### 柯文哲遭羈押
2024年9月，時任民眾黨黨主席柯文哲因為京華城案與政治獻金案遭到羈押，此案件被認為都可能影響藍白合。國民黨認為，兩黨在部分價值、理念相符者仍可以合作。
2025年1月，由民衆黨發起的111釘孤枝，有藍營立委出席
。

### 2025年大罷免潮
2025年，民主進步黨與泛綠公民團體發動大規模罷免行動，目標罷免31位中國國民黨籍立法委員與新竹市長高虹安，國民黨與民眾黨密集合作，積極聯手推動「反罷免」運動。此舉被譽為藍白合作的重要實踐。

#### 426遊行
2025年4月，台北地檢署針對國民黨發起的罷免行動進行調查，懷疑存在「幽靈連署」的情況。檢方對國民黨多地黨部進行搜索，並約談多位黨部幹部，已有多人交保、羈押，包括國民黨台北市黨部主委黃呂錦茹。國民黨認為此舉是執政黨利用司法系統打壓在野黨，批評檢調「辦藍不辦綠」，並指控民進黨政府濫用權力。
為了反制這一行動，國民黨主席朱立倫號召支持者於4月26日上凱道，舉行「反綠共、戰獨裁」遊行，表達對執政黨的不滿。民眾黨主席黃國昌亦親自出席
。

#### 區域聯防與大型造勢
面臨7月26日罷免投票倒數，國民黨與民眾黨共同在台灣各地舉辦車隊掃街、街講與造勢活動，全力催出「不同意罷免」選票，展現聯合反罷免的戰略姿態。

#### 藍白高層聯合出席與共同發言
民眾黨主席黃國昌與多位國民黨高層，包括朱立倫、韓國瑜、盧秀燕、蔣萬安、侯友宜等，聯合出席晚會與掃街活動，高調宣示反對罷免、捍衛民主，自謂為「藍白合大團結反惡罷」。

#### 聯合催票主張與口號
黃國昌指出，過去一年中多位藍營立委在立法院表現傑出，推動包括虐童致死加重刑責等法案；合作呼籲選民「守護優質立委」，並指罷免行動可能導致民進黨一黨獨大，危及制衡功能。

## 評論

### 2024年選舉前
媒體人黃暐瀚於2020年表示此時此刻的國民黨和民眾黨分別像《三國演義》中的東吳與蜀漢，兩弱面對一強，認為此刻的國民黨就像當年的東吳，「隔江自保，岌岌可危」，因此更要與民眾黨合作；對於國民黨內有人憂心民眾黨因而壯大，黃稱只有民眾黨越壯大，藍營未來受到的攻擊，才會越少，如此一來滿身是傷的國民黨才有機會休養生息，強調「藍白合作」才有生機。
《中國評論新聞網》發表社論表示，民眾黨主席柯文哲主動向國民黨拋出的「白藍合作」方案，或為「翻轉台灣政局唯一途徑」；社評亦稱「面對巨獸般的民進黨，在野黨想要一對一扳倒民進黨是不可能的，台灣政局能否改變端視弱化的國民黨能否放下身段，認清現實。」
時事評論員陳健民表示，2022年預估雖然國民黨為首的泛藍陣營或許在議員席次將會有部分減少，但民眾黨已有能力取代國民黨遺落的空缺，將整體泛藍陣營的席次最大化。

### 2024年選舉
政治大學傳播學者鄭自隆認為，藍白合作在2024總統大選中，合作都未必會贏，若要贏必要坦誠相見；早年選舉，黨外人士選輸後常會感慨「台灣人放尿攪沙未結凍」（台語俗諺，意指台灣人不團結），現在這種現象似乎沒改變。

### 2024年選舉後
針對2024年後藍白兩黨的合作，絕大部分泛藍和白營媒體及藍白黨部表示肯定。
但亦有對藍白雙方的批評：
部分綠色媒體攻擊民眾黨將自己變為“小藍”、
也有媒體認為國民黨在利用自己的資源為黃國昌“造神”。